# O Crime dos banhados
O Crime dos Banhados  é um filme de drama policial, dirigido por Francisco Santos, em 1914. É considerado o primeiro filme de longa metragem gravado no Brasil. O filme estreou em 23 de fevereiro de 1914, pela produtora Guarani Filmes. É a reconstituição de uma crônica policial de umassassinato em uma fazenda no estado do Rio Grande do Sul.

### SINOPSE
Quatro "extensas" partes: o dinheiro; a caça; os associados; a emboscada. Reconstituição de acontecimento da crônica policial.
No Quinto Distrito do município de Rio Grande, na região dos Banhados, mais precisamente na Fazenda do Passo da Estiva, por motivos políticos, Trajano Lopes, ex intendente de Rio Grande e chefe político situacionista – já falecido à época do crime –, manda assassinar uma família inteira.

### ELENCO[3]
- Jayme Cardoso (o mocinho)
- Jorge Pinto
- Graziella Diniz
- Abel Pêra
- Manuel Pêra
- Pinto de Moraes
- Ribeiro Cancella

- Antonieta Cancella

- Oscar Araújo
- Oscar Duarte
- Antonieta Duarte
- Francisco Santos
- Francisco Vieira Xavier (chefe dos bandidos)
- Carlos Xavier, O menino

#### FICHA TÉCNICA[4]
Direção: Francisco Santos.
Roteiro: Francisco Santos.
Produção: Francisco Santos, Francisco Vieira Xavier.
Cinegrafista: Francisco Santos.
Contrarregragem: Waldemar.
Assistência de contrarregragem: Manuel Cisneiro Albar.
Companhia produtora: Fábrica de Fitas Cinematográficas Guarany (Pelotas).

## Exibições[5]
- Pelotas (RS), Coliseu Pelotense, 25 de fevereiro de 1914, quarta-feira (para a imprensa) 27 de fevereiro de 1914, sexta-feira;
- Rio Grande (RS), Polytheama,7 e 8 de março de 1914, sábado e domingo, 20h, 21h30; 10 de março de 1914, terça-feira 14 e 15 de março de 1914, sábado e domingo;
- Rio Grande (RS), Eclair Cinema, 16 de março de 1914, segunda-feira, duas sessões
- Porto Alegre (RS), Cinema Iris, 23-26 de março de 1914, segunda a quinta-feira
- Santa Maria (RS), Coliseu Santa-Mariense, 5 de maio de 1914, terça-feira